# Derolus mauritanicus
Derolus mauritanicus är en skalbaggsart som först beskrevs av Jean Baptiste Lucien Buquet 1840.  Derolus mauritanicus ingår i släktet Derolus och familjen långhorningar. Inga underarter finns listade i Catalogue of Life.